# ホンダレーシングスクール鈴鹿
ホンダレーシングスクール鈴鹿（ホンダレーシングスクールすずか、Honda Racing School Suzuka）は、本田技研工業の子会社であるホンダモビリティランドが鈴鹿サーキットにおいて運営しているレーシングスクール。略称はHRS Suzuka。

## 概要
二輪・四輪のモータースポーツにおいて、世界に通用する選手を育成することを目標として1992年に鈴鹿サーキットレーシングスクール（SRS）の名称で開講された。
専用フォーミュラカーによるプロレーシングドライバー育成を目的とするHRS-Suzuka Formula、4綸モータースポーツの基礎とも言えるカートスクールのHRS-Suzuka Kart、2輪のレーシングライダー育成を目的とするHRS-Suzuka Motoの3クラスによって構成されている。
HRS-Suzuka Formula、Kartの校長は2019年からPrincipal（校長）に佐藤琢磨が、Vice Principal（副校長）に中野信治が就任。2018年までは中嶋悟が務めていた。HRS-Suzuka Motoは引き続き岡田忠之が務めている。
2022年1月14日、ホンダはモータースポーツ体制発表会で『モータースポーツで世界に通用する選手を育成する』ことを目的とし、運営しているレーシングスクール、若手育成プログラムのさらなる強化を図るとし、名称も『ホンダレーシングスクール鈴鹿（HRS Suzuka）』に改められることになった。10月5日、ホンダはモータースポーツにおけるレッドブル・グループとのパートナーシップの強化に向け合意し、レッドブル・レーシングのセルジオ・ペレスが、HRS Suzukaのアンバサダーに就任。しかし、2024年限りでペレスがレッドブル・レーシングを離脱、F1を引退した事に伴い同職を解任した。

## HRS-Suzuka Formula
F1日本GPの舞台である世界的にも難コースとして知られる鈴鹿サーキットの国際レーシングコースを、トップクラスの現役プロレーサーの指導の下、年間100時間以上走行できるという贅沢な授業内容が最大の特徴。
公称授業料はアドバンストレーニングSTEP1（16歳以上）9万円、アドバンストレーニングSTEP2（STEP1到達基準達成者）20万円、アドバンス（STEP2到達基準達成者）270万円となっている。
アドバンス受講者から選抜された数名はスカラシップ選考会へ進み、成績優秀者はHondaフォーミュラドリームプロジェクト（HFDP）の育成ドライバーとしてFIA-F4選手権参戦のスカラシップが与えられる。2005年まではホンダが運営するフォーミュラ・ドリーム（FD）への参加費援助が、2006年 - 2013年はFDの発展的終了に伴い新たに発足したフォーミュラチャレンジ・ジャパンへの優先参加権などが与えられていた。
2023年現在はスクールカーとして童夢製の「SDH-F04」が使用されているが（エンジンはSTEP2では無限・MF224F、アドバンスでは戸田レーシング・TR204Fを使用）、2024年からは東レ・カーボンマジック製の「HRS-F24」に、エンジンは戸田レーシング・TR-FS01という組み合わせになる。

### 主な出身者
- 黒澤治樹
- 下山征人
- 山西康司
- 伊藤大輔
- 五味康隆
- 佐藤琢磨
- 白石勇樹
- 金石年弘
- 松田次生
- 松浦孝亮
- 細川慎弥
- 山本左近
- 星野一樹
- 坂本雄也
- 阿部翼
- 折目遼
- 伊沢拓也
- 安田裕信
- 塚越広大
- 中山友貴
- 中嶋大祐
- 山本尚貴
- 小林崇志
- 三浦和樹
- 野尻智紀
- 元嶋佑弥
- 平峰一貴
- 松下信治
- 清原章太
- 高橋翼
- 福住仁嶺
- 石川京侍
- 大津弘樹
- 牧野任祐
- 阪口晴南
- 大湯都史樹
- 笹原右京
- 佐藤蓮
- 角田裕毅
- 三宅淳詞
- 岩佐歩夢
- 太田格之進

### 主な講師
- 佐藤琢磨
- 中野信治
- 佐藤浩二
- 加藤寛規
- 松谷隆郎
- 服部弘光
- 野尻智紀
- 大湯都史樹

## HRS-Suzuka Kart
HRSのカートスクール。対象は11歳 - 20歳で、HRS-Formula受講者にも卒業生は多い。
2019年から従来のコースをベーシックコースとし、2020年からベーシックコースの成績優秀者を対象としたアドバンスコースを新設した。
このコースとは別に、2015年度に新設されたHRS-Kartを受講しながらフォーミュラカーの練習走行も行えるHRS-Formula Challengeがある。

## HRS-Suzuka Moto
2016年度からリニューアルされた2輪ライダー育成スクール。ベーシックコースの対象は9歳 - 20歳で、小学生など低年齢での受講者が多い。
HRS-Formula同様のスカラシップ制度が設けられ、ベーシックからアドバンスコースへのステップアップ、またその上へのスカラシップで「Team HRS-Moto」として全日本ロードレース選手権・J-GP3クラスに参戦することができる。
1992年の開校当初はSRS-J（ジュニア）と呼ばれていた。

### 主な出身者
- 清成龍一
- 酒井大作
- 森脇尚護
- 津田拓也
- 津田一磨
- 深津拓真

### 主な講師
- 上野真一 (SRS-J時代)
- 和田将宏 (SRS-J時代)
- 岡田忠之
- 田村圭二
- 野田弘樹
- 上田昇
- 宮崎祥司
- 玉田誠
- 亀谷長純
- 高橋裕紀
- 中野真矢